# バンダイ・ミュージックエンタテインメント
株式会社バンダイ・ミュージックエンタテインメント (Bandai Music Entertainment) は、1964年から2000年まで存在した日本のレコード会社である。設立時の社名は、アポロン音楽工業株式会社（アポロンおんがくこうぎょう）。

## 歴史

### アポロン音楽工業株式会社

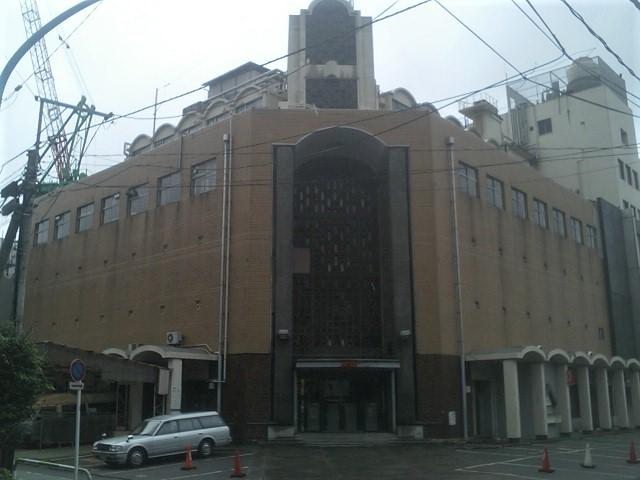
かつてアポロン音楽工業が入居していた文化放送四谷旧社屋（2006年撮影）

1964年に文化放送系列のフジサウンド社が設立され、4トラックカートリッジ・テープを発売した。
1967年4月にアポロン音楽工業へ改称する。資本金は8,000万円で社長は渡辺美佐が務めた。渡辺プロダクション（以下「ナベプロ」）と文化放送などが出資する音楽関連企業として、東京都新宿区若葉1丁目5番地の当時の文化放送の本社内に本社を構えた。当時は、おもにナベプロに所属してナベプロ傘下の渡辺音楽出版が原盤権を持つアーティストのミュージック・テープを発売した。下記のワーナー・パイオニア音源以外は別途各レコード会社でも発売した。ザ・ピーナッツはレコードをキング、園まりはレコードをポリドール、などレコードは異なるレーベルから発売するアーティストもアポロンレーベルにいた。
1971年3月18日に日本レコード協会へ加入する。1967年5月に音楽テープ製造業者16社が結成した「音楽テープ協議会」が解散して、日本レコード協会が吸収した。
ナベプロはワーナー・パイオニア（以下ワーナー）にも出資し、1970年代中頃までは渡辺音楽出版管轄外の原盤権を持たない音源もワーナーがレコード盤のみを発売した。レッド・ツェッペリンやディープ・パープル、クイーンなどの洋楽を含め、アポロンがワーナーから原盤提供を受けてミュージック・テープを発売した楽曲が多く、ワーナー音源は「発売：ワーナー・パイオニア株式会社、販売：アポロン音楽工業株式会社」と記されていた。
1978年にナベプロは西武百貨店と音響機器メーカーのトリオと3社共同で設立した株式会社サウンズ・マーケッティング・システム（以下「SMS」）を設立、渡辺音楽出版が原盤制作したワーナーの音源の発売権をSMSに移行させ、ワーナーから資本離脱。ナベプロからみれば事実上の兄弟関係となったアポロンが販売受託という形で、SMSレコードのレコードとカセットテープを取扱った。
1981年1月にアポロンも、レコード制作用に「ALTY」レーベルを設立したが、同レーベル作品もカセットテープとCDはアポロンレーベルから発売になっている。
1986年4月21日にアポロンはゲームミュージック部門に進出し、すぎやまこういちが劇伴を担当したコンピュータゲーム『ドラゴンクエスト』のサウンドトラックを発売して話題になった。1987年4月1日にゲームミュージック作品のレーベル『コンピュージック』を設立する。玩具大手のバンダイと業務提携し、文化放送系のレコード会社「ラジオシティレコード」を事実上吸収して同レーベルの販売がビクター音楽産業からアポロンへ移る。のちにレーベルもアポロンとなる。邦楽ポピュラー部門は、ラジオシティレコードから編入した徳永英明等のアーティストを有する。
1988年3月31日にSMSが解散して全タイトルが廃盤となった。一部はアポロンから再発売された。小柳ルミ子はワーナー・パイオニアへ復帰し、吉川晃司はナベプロから独立後に東芝EMIへ移籍した。1989年12月1日に文化放送からバンダイへ筆頭株主が移る。

### 株式会社アポロン
1990年4月1日に社名を「株式会社アポロン」へ変更する。この時代のヒット作品は徳永英明の「壊れかけのRadio」やKIX-Sの「また逢える…」、classの「夏の日の1993」などがある。
演歌部門にも力を入れており、長保有紀が所属、NHK紅白歌合戦に出場した。洋楽部門ではシュラプネル・レコーズの日本盤の発売元になったこともある。
音源を発売する権利は1996年にロードランナー・ジャパンに移管した。

### 株式会社バンダイ・ミュージックエンタテインメント
1996年7月、第三者割当増資によりバンダイが資本比率を50%から65%へ引き上げたことで、社名を「株式会社バンダイ・ミュージックエンタテインメント」へと変更。角川書店も10%資本参加、系列会社のバンダイビジュアルとリンクし、アニメやゲームミュージックを主とした事業展開を行なった。
しかし、アニメ・ゲーム関係はこれといったヒットがなく、また肝心のJ-POP等のポピュラー部門では、ドル箱的存在だった徳永英明やKIX-S以外ほとんどヒットアーティストが存在しなかったことに加え、KIX-Sが1997年にBMGジャパンへ、徳永は1999年にキングレコードへ移籍したことで収益の柱を失い、以後苦戦続きとなる。もう一つの柱である演歌部門やナベプロ音源の過去の遺産も大きく収益に寄与しなかったことから、最終的に親会社バンダイが事業継続を断念。2000年5月末に解散・清算された。
この解散の前後において店頭在庫は回収されたため、最終製品となった「スターイクシオン サウンドトラック」は販売期間が短く、入手困難なCD作品になっている。

### 解散後の音源の動向
ナベプロ音源は旧アポロンの設立母体の渡辺音楽出版に返還され、現在は渡辺音楽出版と新星堂の提携によるWATANABEレーベル及びPARADEレーベル、他社への原盤供給などの形で発売されている。ただし、新星堂との協業は2003年6月発売の「ガール・グループ天国　Vol.3」(品番SPW-10037)をもって中断となっており、新星堂本体もその後のCD不況のあおりを受け単独での運営を断念、現在は健康コーポレーションの子会社にあたるWonder Gooの傘下にて再建を図っており、過去の発売タイトルはすべて生産中止、あるいは店頭在庫のみの販売にて入手は困難となっている。
ラジオシティレコードの音源は同社の設立母体と同系（文化放送グループ）のセントラルミュージックに返還され、同社から各社に原盤供給される形となった。
一例として、同社が関係していた徳永の音源については、事業清算後に当時在籍したキングレコードから再発売されたが、その後キングからの離脱、徳永の活動休止を経て、2003年以降はユニバーサルミュージックに販売権が移っている。
自社が制作したアニメソングやゲームミュージック関係の音源はバンダイが設立したエモーションミュージックが管理していたが、これらの音源は後にランティス、バンダイナムコアーツを経てバンダイナムコミュージックライブへ譲渡された。

## レーベル
- Apollon - メインレーベル（時期により大文字の『APOLLON』表記）。
- Radio City - 1977年に文化放送が設立したレコード会社（販売元：ワーナー→ビクター）。1987年にアポロンに吸収され、1989年までレーベル存続。その後はApollon→BANDAI MUSICレーベルから再発売。
- SMS - 1978年設立。独立したレコード会社。解散後は一部がApollon→BANDAI MUSICレーベルで再発売された他、それ以外も渡辺音楽出版を通じて他社から再発売された事例あり。
- ALTY - 1981年設立。アポロンのレコード専用レーベル。レーベル統合後はApollon→BANDAI MUSICレーベルで再発売。
- コンピュージック - 1987年に設立されたゲームミュージック専門レーベル。1993年に活動停止。
- ROH - 德永英明が当時所属していた芸能事務所系列のレーベル。1989年5月から1991年末まで存続。
- Dreamix - ナベプロが音楽プロダクションビーイングと組んで1991年に設立・プロデュースしたレーベル。KIX-Sが在籍した。1997年以降はマネジメント事務所に特化し2001年にマニア・マニアに吸収。
- M-ONE - 1993年に設立されたレーベル。classらが在籍した。
- BANDAI MUSIC - 1996年7月に社名変更に伴い設立したメインレーベル。
- BEATONE - 徳永英明が1996年7月に設立したプライベートレーベル。1999年にキングレコードへの移籍を機に消滅。
- EMOTION -バンダイミュージック設立当初、一部の邦楽アーティストが使用（立花理佐、石田純一等）。現在バンダイナムコが使用しているEMOTIONレーベルとはロゴデザイン等は異なっていた。

## 所属していたアーティスト
| アーティスト名                      | 読み                                   | 所属期間       | 備考 |
| ----------------------------------- | -------------------------------------- | -------------- | --- |
| 哀川翔                              | あいかわしょう                         | 1992年〜1993年 | |
| IDOL PUNCH                          | アイドルパンチ                         | 1997年〜1999年 | |
| AGGRESSIVE DOGS                     | アグレッシブドッグス                   | 1999年         | |
| 浅井ひろみ                          | あさいひろみ                           | 1993年〜1996年 | |
| 麻倉晶                              | あさくらあきら                         | 1998年         | |
| EELMAN                              | イールマン                             | 1999年         | |
| イエローダック                      | イエローダック                         | 1991年〜1992年 | |
| 五十嵐友                            | いがらしとも                           | 1999年         | |
| 五十嵐浩晃                          | いがらしひろあき                       | 1990年〜1992年 | |
| 五十嵐結花                          | いがらしゆいか                         | 1998年         | |
| 石田孝文                            | いしだ たかふみ                        | 1996年         | |
| 井上慎二郎                          | いのうえしんじろう                     | 1996年〜1998年 | |
| 井上武英                            | いのうえたけひで                       | 1993年〜1995年 | |
| infix                               | インフィクス                           | 1992年〜1998年 | |
| 植山遊子                            | うえやまゆうこ                         | 1996年         | |
| AVEC meets Sawako Yoshino           | エイベックミーツサワコヨシノ           | 1998年         | |
| NG HEAD                             | エヌジーヘッド                         | 1999年         | |
| M-onederful                         | エムワンダフル                         | 1995年         | |
| ELIKA                               | エリカ                                 | 1989年〜1992年 | |
| ANGEL DUST                          | エンジェルダスト                       | 1998年         | |
| Oh Style                            | オースタイル                           | 1995年         | |
| おおたか静流                        | おおたかしずる                         | 1998年〜1999年 | |
| Orphee                              | オーフィー                             | 1997年         | |
| GAUCH!                              | ガウチ                                 | 1993年〜1997年 | |
| 香瑠鼓                              | かおるこ                               | 1992年         | |
| カブキロックス                      | カブキロックス                         | 1990年〜1991年 | |
| カレント                            | カレント                               | 1998年         | |
| KIX-S                               | キックス                               | 1991年〜1996年 | |
| CAN-Dee                             | キャンディ                             | 1995年〜1998年 | |
| 久実あきら                          | くみあきら                             | 1999年         | |
| class                               | クラス                                 | 1993年〜1996年 | |
| 黒木真司                            | くろきしんじ                           | 1997年         | |
| Kenjiro                             | ケンジロウ                             | 1994年〜1996年 | |
| KENZI KENZI & THE TRIPS             | ケンヂ ケンヂアンドザトリップス        | 1994年〜1995年 | |
| Kozmic Blue                         | コズミックブルー                       | 1999年         | |
| THE JENI JENI                       | ザジェニジェニ                         | 1998年         | |
| 彩恵津子                            | さいえつこ                             | 1994年〜1995年 | |
| SΛKΛNΛ                              | サカナ                                 | 1991年〜1992年 | |
| 佐藤寛之                            | さとうひろゆき                         | 1996年〜1998年 | |
| さねよしいさ子                      | さねよしいさこ                         | 1996年         | |
| SISTER'S NO FUTURE                  | シスターズノーフューチャー             | 1992年         | |
| Shiver                              | シバー                                 | 1999年         | |
| 嶋崎かんな                          | しまざきかんな                         | 1994年〜1995年 | |
| シャーリー・カーン                  | シャーリー・カーン                     | 1988年〜1990年 | キャッチフレーズは「徳永英明の妹」                                                                       |
| シャバグッチーズ                    | シャバグッチーズ                       | 1997年         | |
| Jam G                               | ジャムジー                             | 1996年         | |
| THE SILVER SONICS                   | ザシルバーソニックス                   | 1999年         | |
| 鈴木聖美                            | すずききよみ                           | 1998年〜1999年 | |
| 鈴木晃二                            | すずきこうじ                           | 1998年         | |
| 鈴木早智子                          | すずきさちこ                           | 1998年〜2000年 | 自身がメンバーであるWinkの1996年の活動停止後にポリスターとの契約が終了し、一旦フリーを経て1998年から在籍 |
| 鈴木康博                            | すずきやすひろ                         | 1998年         | |
| STYLE                               | スタイル                               | 1996年〜1997年 | |
| the Stickys                         | ザスティッキーズ                       | 1997年         | |
| 須藤あきら                          | すどうあきら                           | 1997年         | |
| SPY                                 | スパイ                                 | 1999年         | |
| SPANAM                              | スパナム                               | 1998年         | |
| 敏いとうとハッピー&ブルーwithマミー | とし-アンド-ウィズ                     | 1996年         | |
| タケカワユキヒデ                    | タケカワユキヒデ                       | 1989年〜1992年 | |
| TARAKO                              | たらこ                                 | 1992年 1998年  | 声優 |
| 坪倉唯子                            | つぼくらゆいこ                         | 1985年〜1986年 | |
| 鶴岡雅義と東京ロマンチカ            | つるおかまさよしととうきょうロマンチカ | 1997年         | |
| diEzEl                              | ディーゼル                             | 1997年         | |
| 寺田容子                            | てらだようこ                           | 1998年         | |
| 東京リズムキングス                  | とうきょうリズムキングス               | 1992年         | |
| 峠                                  | とうげ                                 | 1997年〜1998年 | バンド                                                                                                   |
| 徳永英明                            | とくながひであき                       | 1986年〜1997年 | 先述参照。                                                                                               |
| 長保有紀                            | ながほゆき                             | 1985年〜1998年 | →ビクター→日本クラウン                                                                                   |
| 成田洋明                            | なりたひろあき                         | 1996年         | |
| 成田路実                            | なりたろみ                             | 1996年〜1998年 | |
| 野見山正貴                          | のみやままさき                         | 1993年         | |
| PAPA BON                            | パパボン                               | 1998年         | 「PAPA B」へ改名                                                                                         |
| Parfumotheque                       | パフュモテーク                         | 1999年         | |
| PARANOIA                            | パラノイア                             | 1998年         | |
| HALLOW BROS                         | ハロウブロス                           | 1995年         | |
| Visage                              | ビサージュ                             | 1998年         | |
| 肘井宏輔                            | ひじいこうすけ                         | 1997年         | |
| ひふみかおり                        | ひふみかおり                           | 1995年〜1998年 | |
| FAME                                | フェイム                               | 1997年         | |
| FORTY FOUR HYPER                    | フォーティフォーハイパー               | 1998年         | |
| 福田美香                            | ふくだみか                             | 1996年〜1997年 | |
| BLACK CATS                          | ブラックキャッツ                       | 1998年〜1999年 | |
| BRAND NEW MIND                      | ブランニューマインド                   | 1998年         | |
| PRISM                               | プリズム                               | 1992年〜1997年 | |
| 古本新乃輔                          | ふるもとしんのすけ                     | 1996年         | |
| Project DMM                         | プロジェクトディーエムエム             | 1999年         | |
| vellaDonna                          | ベラドンナ                             | 1999年         | |
| HOT TOMATO                          | ホットトマト                           | 1996年         | |
| Marquee Marblish BAND               | マーキーマーブリッシュバンド           | 1998年         | |
| MOTHER of SOUL                      | マザーオブソウル                       | 1999年         | |
| MAGIC                               | マジック                               | 1998年〜1999年 | |
| 松阪晶子                            | まつざかしょうこ                       | 1998年         | |
| MAHO堂                              | まほうどう                             | 1999年         | |
| 三木道三                            | みきどうざん                           | 1998年         | |
| 水野あおい                          | みずのあおい                           | 1997年〜1998年 | |
| ミック・ブロズナン                  | ミックブロズナン                       | 1989年         | |
| 宮原理和子                          | みやはらりわこ                         | 1999年         | |
| Merry Go Round                      | メリーゴーランド                       | 1996年〜1997年 | |
| メレンゲ・デル・カミーノ            | メレンゲデルカミーノ                   | 1992年         | |
| 森下純菜                            | もりしたじゅんな                       | 1997年〜1999年 | |
| 横山智佐                            | よこやまちさ                           | 1993年         | |
| LOVE PIGS                           | ラブピッグス                           | 1998年         | |
| La'Mule                             | ラムール                               | 1998年〜1999年 | 2003年無期限活動休止                                                                                     |
| Little Artists                      | リトルアーティスツ                     | 1998年         | |
| Remage                              | リマージ                               | 1999年         | |
| RoST                                | ロスト                                 | 1999年         | |
| Romance for〜                       | ロマンスフォア                         | 1996年         | |
| 渡辺かおる                          | わたなべかおる                         | 1998年         | |

### ベスト・アルバム、再発盤のみの発売
- 赤い鳥
- 秋庭豊とアローナイツ
- アグネス・チャン
- 梓みちよ
- あのねのね
- 荒木一郎
- アン・ルイス - カセットテープ・映像作品のみ。
- 石原裕次郎 - カセットテープのみ。
- 伊東ゆかり
- 大塚博堂
- AUTO-MOD
- 欧陽菲菲
- 葛城ユキ
- 加山雄三 - カセットテープのみ。
- ガロ
- 河島英五
- 北島三郎 - カセットテープのみ。
- 木の実ナナ
- キャンディーズ - カセットテープのみ。
- ザ・キング・トーンズ
- 筋肉少女帯
- 国本武春
- 桑江知子（SMS音源の再発）
- 小坂明子
- 小柳ルミ子（ワーナー・SMS音源の再発）
- 沢田研二 - カセットテープ・映像作品のみ。
- 志賀勝（アポロン自社制作のALTYレーベルを含む）
- 園まり
- 高橋まり
- 寺内タケシ、ブルージーンズ - 独自レコーディングの音源を多数使用。
- トワ・エ・モワ
- 中尾ミエ
- 中条きよし
- 萩原健一
- ザ・ピーナッツ
- ビリー・バンバン
- 布施明
- ペドロ&カプリシャス
- 辺見マリ
- 丸山圭子
- ムッシュかまやつ
- 森進一 - カセットテープのみ。
- 八神純子（ヤマハ音楽振興会音源）
- 山下久美子 - カセットテープ・映像作品のみ。
- 憂歌団
- 吉田日出子
- ザ・ワイルドワンズ
- 東海林太郎- カセットテープのみ。

## コンピレーション・アルバム
| 発売日         | タイトル                             | 規格品番 |
| -------------- | ------------------------------------ | -------- |
| 1997年06月21日 | シニカル・シンドローム               | APCA-189 |
| 1997年07月21日 | BAD BAD EAST                         | APCA-192 |
| 1997年07月21日 | BAD BAD WEST                         | APCA-193 |
| 1998年01月21日 | J-ロック・バンド・ベスト!            | APCA-207 |
| 1998年06月21日 | いか天 ザ・50 VOL.1                  | APCA-223 |
| 1998年06月21日 | いか天 ザ・50 VOL.2                  | APCA-224 |
| 1998年06月21日 | いか天 ザ・50 VOL.3                  | APCA-225 |
| 1998年08月05日 | BAD BAD 98                           | APCA-231 |
| 1998年12月16日 | ベスト・オブ☆ショーボート・レーベル☆ | APCA-260 |
| 1999年01月21日 | バッド・チョイス                     | APCA-255 |

## アニメ、ゲームミュージックなど
| 発売日         | タイトル                                                                                          | 規格品番  |
| -------------- | ------------------------------------------------------------------------------------------------- | --------- |
| 1998年04月01日 | 映画「ドラえもん のび太の南海大冒険」メモリアル音楽集                                             | APCM-5108 |
| 1998年10月21日 | 「オウバードフォースアフター」オリジナル・サウンドトラック                                        | APCG-4038 |
| 1998年11月21日 | 「ライデンファイターズJET」オリジナル・サウンドトラック                                           | APCG-4039 |
| 1998年12月05日 | 「EAT-MAN'98」オリジナル サウンドトラック                                                         | APCM-5114 |
| 1999年01月17日 | 「ファーストKiss☆物語」イメージソング book                                                        | APCM-5118 |
| 1999年01月21日 | ドラマCD「クレセントノイズ」                                                                      | APCM-5115 |
| 1999年02月21日 | リフレインラブ2 オリジナル・サウンドトラック                                                      | APCM-9010 |
| 1999年04月21日 | CDドラマ「オーバーレブ!」                                                                         | APCM-5128 |
| 1999年04月21日 | CDドラマ「フェイバリットディア～ノーザンストーリーズ」                                            | APCM-5130 |
| 1999年04月21日 | 「ウェルトオブ・イストリア」オリジナル・サウンドトラック                                          | APCG-4042 |
| 1999年05月21日 | 「RISING ZAN THE SAMURAI GUNMAN」オリジナル・サウンドトラック                                     | APCG-4043 |
| 1999年05月21日 | CDドラマ「フェイバリットディア」～サウザンストーリーズ                                            | APCM-5132 |
| 1999年06月21日 | 「天使になるもんっ!」オリジナル・サウンドトラック PURURUN!                                        | APCM-5133 |
| 1999年06月21日 | 「星方天使エンジェルリンクス」DRAMA TRACKS 1                                                      | APCM-5135 |
| 1999年07月05日 | 「デジモンワールド」オリジナル・サウンドトラック                                                  | APCG-4044 |
| 1999年07月21日 | 「星方天使エンジェルリンクス」オリジナル・サウンドトラック Vol.2～TRUE MOON～                     | APCM-5139 |
| 1999年08月21日 | 手塚治虫ワールド BEST OF BEST 24時間テレビ ～愛は地球を救う & ユニコ オリジナル・サウンドトラック | APCM-5147 |
| 1999年08月21日 | 星方天使エンジェルリンクス DRAMA TRACKS II                                                        | APCM-5146 |
| 1999年08月21日 | 「エレメンタル・ギミック・ギア」オリジナル・サウンドトラック                                      | APCG-4045 |
| 1999年09月15日 | 「小市民ケーン」オリジナル・サウンドトラック                                                      | APCE-5644 |
| 1999年09月21日 | 「鉄拳タッグトーナメント」オリジナル・サウンドトラック                                            | APCG-4046 |
| 1999年10月21日 | Fuwarin!～「天使になるもんっ!」オリジナル・サウンドトラックVol.2                                  | APCM-5145 |
| 1999年10月21日 | 「ルーム・ウィズ・リナ」イメージヴォーカル・アルバム                                              | APCM-6001 |
| 1999年10月21日 | 「ソウルキャリバー」オリジナル・サウンドトラック                                                  | APCG-9006 |
| 1999年11月21日 | 「天使になるもんっ!」オリジナル・サウンドトラックVol.3～ギュっとね!                               | APCM-5152 |
| 1999年12月18日 | 「プリズマティカリゼーション」ヴォーカル&BGM集                                                    | APCM-5155 |
| 1999年12月18日 | 「スターイクシオン」オリジナル・サウンドトラック                                                  | APCG-4048 |